# Köselitz

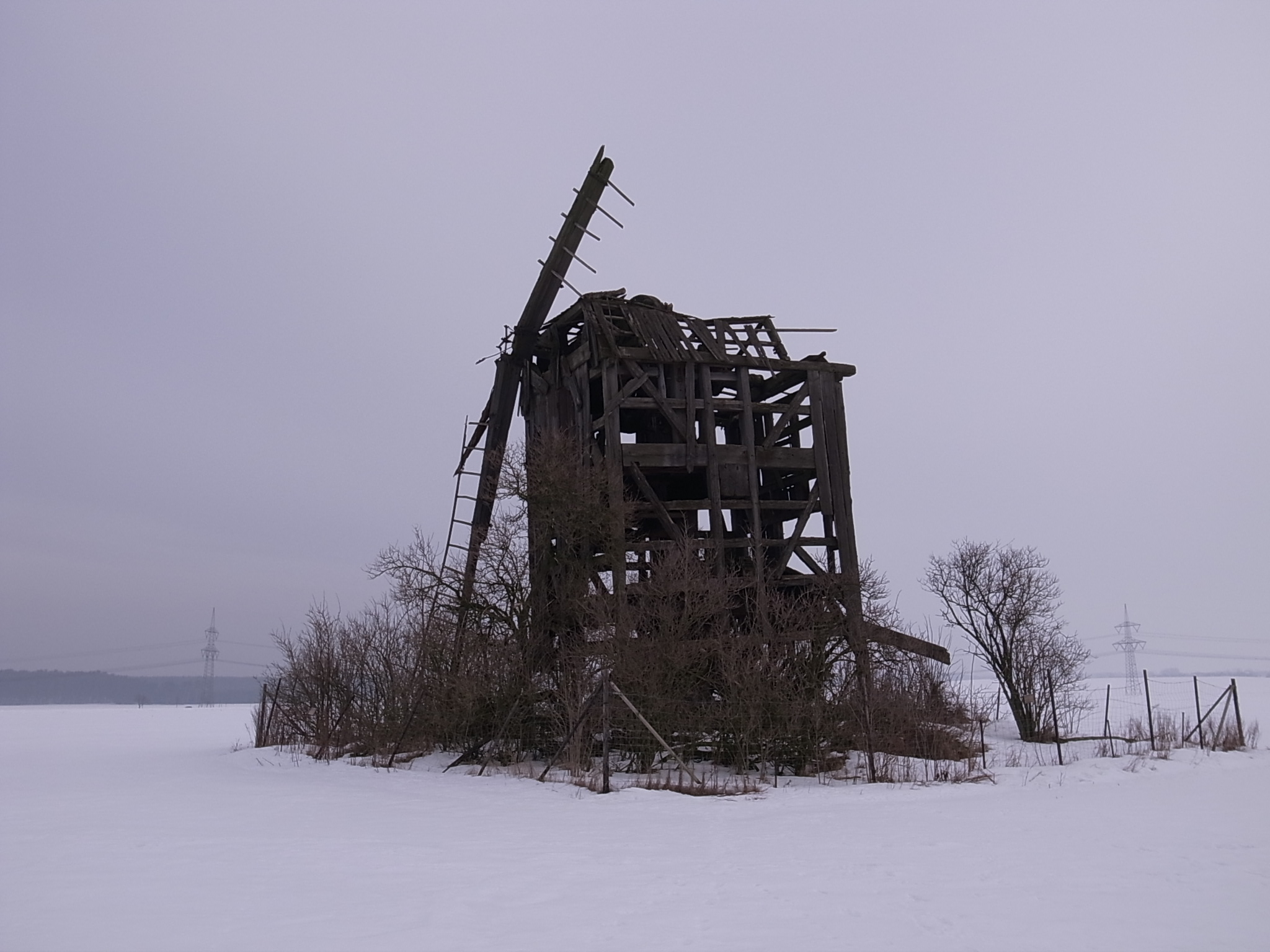
Reste der ehemaligen Windmühle

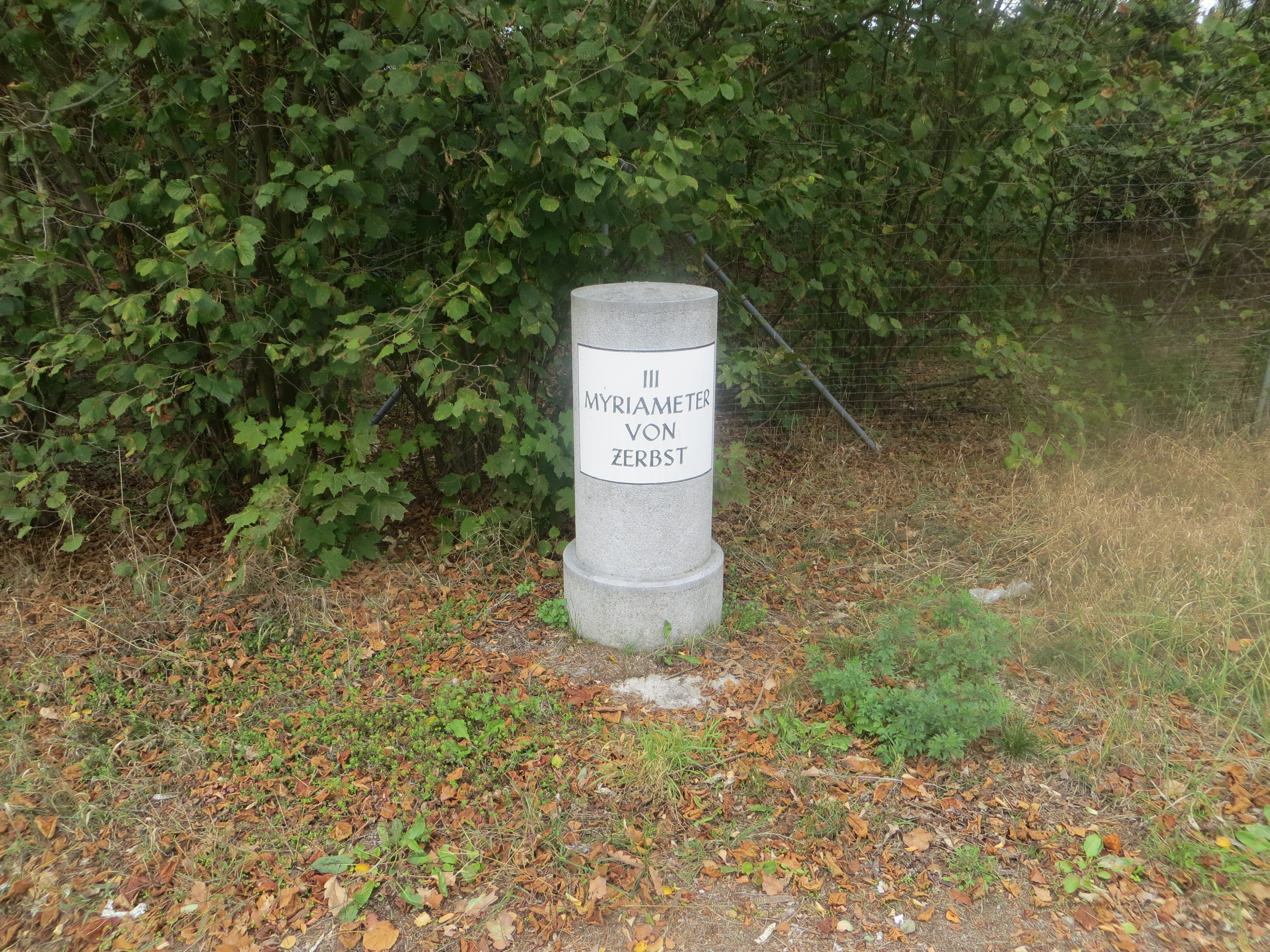
Myriameterstein in Köselitz

Köselitz ist seit dem 1. Januar 2009 ein Ortsteil der Stadt Coswig (Anhalt) im Landkreis Wittenberg in Sachsen-Anhalt (Deutschland).

## Geografie
Der von Wäldern umgebene Ort Köselitz im Hohen Fläming liegt zwischen Coswig (Anhalt) und dem brandenburgischen Wiesenburg/Mark. Nördlich von Köselitz entspringt die Rossel, ein kleiner Nebenfluss der Elbe. Das Geländerelief erreicht nahe Köselitz 153 m ü. NN.

## Geschichte
Der Ortsname ist sorbischen Ursprungs und leitet sich von koza bzw. kozoł („Ziege“, „Ziegenbock“) ab. Der ursprünglich von Sorben besiedelte ehemalige Rundling Köselitz taucht 1265 in einer Besitzurkunde der Marienkirche Coswig auf. Die Feldsteinkirche des Ortes stammt ebenfalls aus dieser Zeit.
Am 1. Juli 2007 wurde die ehemals selbständige Gemeinde Köselitz aufgrund einer Kreisgebietsreform vom ehemaligen Landkreis Anhalt-Zerbst in den Landkreis Wittenberg eingegliedert.

## Wappen

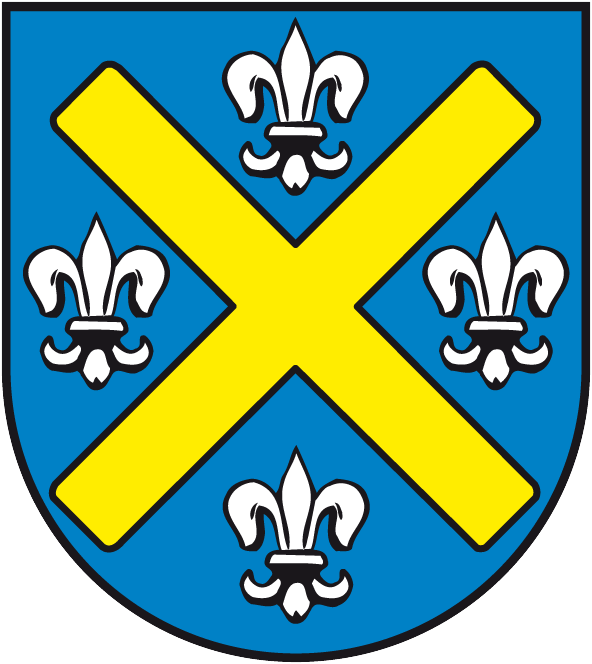
Wappen des Ortsteils

Im Jahr 1997 gestaltete der Kommunalheraldiker Jörg Mantzsch im Auftrag der Gemeinde ein Wappen. Dessen Blasonierung lautet: „In Blau ein goldenes Andreaskreuz, beigestellt vier silberne Lilien.“ Die von Mantzsch erarbeitete Wappendokumentation wurde vom Rechtsträger indes nicht ins Genehmigungsverfahren geführt, sodass der Ort keine Genehmigung zur Wappenführung besitzt.
Auf Antrag des Ortschaftsrates Köselitz, vertreten durch Ortsbürgermeisterin Frau Cornelia Saage, wurde der Entwurf von 1997 am 30. September 2014 in der Deutschen Ortswappenrolle des Vereins HEROLD in Berlin unter der Nr. 34/ST als Ortswappen eingetragen.

## Verkehrsanbindung
Nahe Köselitz befindet sich der gleichnamige Autobahnanschluss an der Kreuzung der Bundesautobahn 9 (Berlin–München) und der Bundesstraße 107 (Coswig (Anhalt)–Wiesenburg/Mark). Der nächste Bahnhof befindet sich in der 10 km entfernten Stadt Coswig (Anhalt) (Bahnlinie Dessau-Roßlau–Wittenberg).